# Jyn Erso
Jyn Erso egy fontosabb szereplő a Csillagok háborúja elképzelt univerzumában. A Zsivány Egyes – Egy Star Wars-történet főszereplője. Felicity Jones játssza.

## Élete
Jyn Erso a Halálcsillag tervezőjének, Galen Ersónak a lánya. Anyja Lyra Erso, akit megöl Orson Krennic, a Halálcsillag birodalmi igazgatója és a zsoldosaival erőszakkal ráveszi Galent, hogy folytassa az újfajta Halálcsillag építését. Galen bosszúból egy hibát rejt el a szuperfegyverben. Az árván maradt Jynt Saw Gerrera felkelővezér neveli fel.
Fiatal felnőttként piti bűnözőként tartja fenn magát, míg a Birodalom el nem fogja. Egy kényszermunkatáborba menet mentik ki a lázadók, és felajánlják számára, hogy segítsen információt szerezni egy dezertőr birodalmi pilótától, akit Gerrera tart fogva, valamint apjáról és a Halálcsillag terveiről és akkor cserébe szabad ember lehet. Jyn K-2SO és Cassian Andor társaságában felkeresi Sawt, ahol találnak egy hologramüzenetet Jyn apjától. 
Eközben Tarkin kormányzó parancsára a Halálcsillag elpusztítja Jedha városát, és vele Sawt is, Jyn és társai éppen csak megmenekülnek. Az Eadura mennek, ahol Jyn ki szeretné szabadítani apját, ám a lázadók érkező hajói egy légicsapás során véletlenül megölik Galent. Jyn rendkívül elkeseredett, ám Andor segítségével rájön a lázadás valódi értelmére, és egy rögtönzött csapat, a "Zsivány Egyes" élén vállalja, hogy a scarifi birodalmi bázisról megszerzi a Halálcsillag tervrajzait a lázadóknak. Amíg a lázadó csapatok fedezik őket, Jyn, Andor és K-2SO behatolnak a létesítménybe. A birodalmi túlerővel való fegyveres harcban K-2SO megsemmisül, Jyn és Cassian pedig éppen csak meg tudják szerezni a terveket, és továbbítani azt a lázadók egyik zászlóshajójára. Elmenekülni azonban már nem tudnak: Tarkin parancsára a Halálcsillag tüzet nyit a scarifi bázisra, amely teljesen elpusztul, megölve Jynt és Cassiant is. A tervek azonban eljutnak Leia hercegnő és a lázadók birtokába.